# Tahiti nyelv
A tahiti nyelv (Reo Mā`ohi vagy Reo Tahiti tahitiül) egy bennszülött nyelv, amelyet főként Francia Polinéziában beszélnek a Társaság-szigeteken. Ez egy kelet-polinéziai nyelv, amely szoros kapcsolatban áll Francia Polinézia egyéb bennszülött nyelveivel. Ilyenek a marquise, a tuamotua, a mangareva és az ausztrál-szigetek nyelvei. Ezen túl kapcsolatban áll még a rarotonga, a maori és a Hawaii nyelvekkel is, valamint távolabbi rokonságban áll a malájjal, a tagalog nyelvvel és a malagaszi nyelvvel.
A tahiti beszélt nyelvet először a 19. század elején írták át a London Misszionárius Társaság (London Missionary Society) hittérítői.
Francia Polinéziában a polinéz nyelvek (reo mā’ohi) közül ez a nyelv tűnik ki leginkább. Alá tartozik még:
- pa'umotu (reo pa'umotu) - amelyet a Tuamotu-szigeteken beszélnek, 7 dialektusa van
- marquises - amelyet a Marquises-szigeteken beszélnek, két ága van, az észak-marquises (le'eo enata) és a dél-marquises (le'eo enata)
- ausztrál - az Ausztrál-szigeteken mintegy 8 000 ember beszéli
- mangareva - az Gambier-szigeteken mintegy 1 600 ember beszéli

## Története

### Korai írás
Amikor az európaiak először érkeztek Tahitire a 18. század végén, nem volt még Tahitiben írásrendszer, csupán beszélt formában létezett a nyelv. 1797-ben protestáns misszionáriusok érkeztek a szigetre a Duff nevű brit hajón, amelynek James Wilson felfedező volt a kapitánya. A hittérítők között volt Henry Nott (1774–1844), aki először tanulta meg külföldiként a tahiti nyelvet. II. Pomare király segítségével lefordította a Bibliát tahiti nyelvre. Ehhez 5 magánhangzót és 9 mássalhangzót használt. A polinézek számára a tahiti biblia szövege fontos tananyaggá vált, amelyen keresztül meg tudtak tanulni írni és olvasni.

## Ábécé
A tahiti ábécében kevés fonéma szerepel: 5 magánhangzó és 9 mássalhangzó, nem számítva a hosszú magánhangzókat és a kettőshangzókat.
| betű | név  | kiejtés   | kiejtés                                  | megjegyzés                                         |
| betű | név  | IPA       | Megközelítőleg magyarul                  | megjegyzés                                         |
| ---- | ---- | --------- | ---------------------------------------- | -------------------------------------------------- |
| a    | ’ā   | /a/, /ɑː/ | a: tár (rövid), ā: tár (hátrább képezve) |                                                    |
| e    | ’ē   | /e/, /eː/ | e: tér (rövid), ē: tér                   |                                                    |
| f    | fā   | /f/       | fóka                                     | bilabiálissá válik [ɸ] o és u után                 |
| h    | hē   | /h/       | ház                                      | átalakul [ʃ] hanggá (só) i után és o vagy u előtt  |
| i    | ’ī   | /i/, /iː/ | i: ti, ī: ír                             | ai kettős-hanggá válhat olyan szavaknál, mint rahi |
| m    | mō   | /m/       | mér                                      |                                                    |
| n    | nū   | /n/       | nap                                      |                                                    |
| o    | ’ō   | /ɔ/, /oː/ | o: tol (nyíltabb), ō: tó                 |                                                    |
| p    | pī   | /p/       | pata                                     |                                                    |
| r    | rō   | /r/       | rét                                      | alveoláris trilla                                  |
| t    | tī   | /t/       | tár                                      |                                                    |
| u    | ’ū   | /u/, /uː/ | u: ugrik, ū: rúg                         | erős ajakformálással                               |
| v    | vī   | /v/       | vaj                                      | bilabiálissá válik ([β]) o és u után               |
| ’    | ’eta | /ʔ/       | o-ó                                      | glottális stop minden szótag előtt                 |

A glottális stop vagy ’eta egy teljes értékű mássalhangzó (a tahiti nyelvben kevésbé jártas ember elsőre azt gondolná, hogy az aposztróf csak egy elírás). Ez jellemző a polinéz nyelvekre (mint például a hawaii okina glottális stop). Azonban a tahiti nyelvben a glottális stop hangokat ritkán írják le, olyankor is egyenes (írógépes) aposztróffal ', hajlított helyett. Az ábécé felsorolásából a szótárak teljesen kihagyják a glottális stopot. Kétségkívül a tahiti glottális hang nem erős, kivéve az olyan szavaknál, mint a i’a (hal), amelyet egy külföldi edzetlen füle akár meg sem hall.
A magyarhoz hasonlóan, a tahiti nyelvben is fonémikus különbséget tesznek a rövid és a hosszú magánhangzók között. A hosszú magánhangzókat makron vagy tārava jelöli, ami az egyes betűk fölött álló vízszintes vonal.
Például a pāto, "felszedni, feltépni" és a pato, "kitörni" szavakat kizárólag a magánhangzó hosszúsága különbözteti meg. Ezeket a makronokat azonban ritkán használják.
Végül létezik egy toro ’a’ï, amely egy tréma az i betű tetején, de csupán az ïa kapcsolatnál szerepel, amikor visszaható névmásként használják. Nincs kiejtésmegkülönböztető szerepe.
Ennek ellenére az ’eta és tārava jeleket hasonlóképpen használják más polinéziai nyelveknél is. Használatukat a Tahiti Akadémia (l'Académie Tahitienne) is támogatja és a területi kormány is elfogadta. Egy tucat egyéb módon lehet a hangsúlyokat jelölni. Van amelyek azonban kikoptak a használatból. Emiatt a használat olykor kusza tud lenni. Jelenleg a tahiti akadémia még nem hozott döntést, hogy az ’etát hajlított (’) vagy fordított (‘) alakban kell-e feltüntetni.
Ezen felül a tahiti szótagok teljesen nyitottak, ahogy a többi polinéziai nyelvekben is. A tahiti nyelv morfológiája az elhajlás (inflektálás) helyett a "segédszavakra" (például elöljáró szavak, névelők és partikulák) támaszkodik, hogy kifejezzen nyelvtani kapcsolatokat. A tahiti kifejezetten izoláló nyelvnek számít, kivéve a személyes névmások esetében, amelyeknél külön alakja van a nyelvtani egyes számnak, a többes számnak és a kettős számnak.

## Nyelvtan

### Személyes névmások
Ahogy az ausztronéz nyelvek többsége, a tahitiben is külön szó van a többes szám első személynél az exkluzív és az inkluzív (a beszélő beletartozik vagy sem) kifejezésére. Megkülönböztetik a nyelvtani egyes számot, a többes számot és a kettős számot. A tahiti nyelvben megkülönböztetik a hímnemű és nőnemű alakot egyes szám harmadik személyben.

#### Egyes szám
- Au – Én, engem; ʻUa 'amu au i te i'a. –  Megettem a halat. ; E haere au i te farehapi'ira'a ānānahi – Holnap iskolába megyek.
- 'oe : te; ʻUa 'amu 'oe i te i'a. –  Megetted a halat. ; ʻUa fa'a'ino 'oe tō mātou pereo'o. –  Összetörted az autónkat.
- 'ōna/'oia : ő (hímnemű)/ ő (nőmnemű); ʻUa amu 'ōna i te i'a. –  Ő megette a halat. ; ʻEaha 'ōna i haere mai ai ? –  Miért van itt?/ Miért jött ide? ; ʻAita 'ona i 'ō nei. –  Ő nincs itt.

#### Kettős szám
- Tāua (inkluzív) – mi ketten ; ʻUa amu tāua i te i'a : Mi ketten megettük a halat.; Haere tāua. : Gyerünk (mi ketten). ; ʻO tō tāua hoa tē tae mai ra. : A barátunk megérkezett.
- Māua (exkluzív) – mi ketten ; ʻUa amu māua i te i'a. : Megettük a halat. ;ʻE ho'i māua ma Titaua i te fare. : Titaua és én hazamegyünk. ; No māua tera 'are. : Ez a mi házunk.
- 'ōrua : ti ketten ; ʻUa amu 'ōrua i te i'a. : Ti ketten megettétek a halat. ; Haere 'ōrua : Ti ketten menjetek. ; Na 'ōrua teie puta. : Ez a könyv a miénk.
- Rāua : ők ketten ; ʻUa amu rāua i te i'a. –  Ők ketten megették a halat. ; Nō 'ea mai rāua ? – Hol vagytok ti mindketten? ; ʻO rāua 'o Pā tei noho i te fare –  Ő és Pa otthon maradtak.

#### Többes szám
- Tātou (inkluzív) – mi; ʻO vai tā tātou e tīa'i nei? – Kire várunk ? ; E'ore tā tātou amura'a toe.  –  Van még ételünk.
- Mātou (exkluzív) –  mi, ők és én ; ʻO mātou ma Herenui i haere mai ai. – Herenui-val jöttünk; ʻUa 'ite mai 'oe ia mātou – Láttál/megláttál minket.
- 'outou – ti ; ʻA haere atu 'outou, e pe'e atu vau. –  Ti mind menjetek, én érkezek. ; O 'outou 'o vai mā i haere ai i te tautai ?  –  Ki ment ti mindnyájatokkal halászni?
- Rātou  – ők; ʻUa pe'ape'a rātou 'o Teina. – Teina-val vitatkoztak. ; Nō rātou te pupu pūai. –  Az övék a legerősebb csapat.

### Szórend
Tipológiailag a tahiti nyelv szósorrendje VSO, azaz ige-alany-tárgy (verb–subject–object), amely jellemző a polinéziai nyelvekre. Néhány példa a szósorrendre:
- te tāmā'a nei au – "[folyamatos jelen] eszik [folyamatos jelen] én", "Eszegetek"
- 'ua tāpū vau 'i te vahie – "[befejezett nézőpont] aprít én [tárgy jel] a fa", "Felaprítottam a fát"
- 'ua hohoni hia 'oia 'e te 'uri – "[befejezett nézőpont] megharap [passzív] ő a kutya által", "Megharapta őt egy kutya"
- 'e mea marō te ha'ari – "Vannak dolog száraz a kókusz", "Szárazak a kókuszok"
- 'e ta'ata puai 'oia – "Van ember erős ő", "Ő egy erős ember"

### Névelők

#### Határozott névelő
A határozott névelő a te. Beszélgetés közben határozatlan névelőként is használják.
Például:
- te fare – a ház; te tane – az ember

A határozott névelő te többes száma te mau.
Például:
- te mau fare – a házak; te mau tane – az emberek

A te is jelölhet többes számot
Például:
- te ta'ata – jelentheti, hogy a személy vagy az emberek

#### Határozatlan névelő
A határozatlan névelő a te hō'e.
Például:
- te hō'e fare – egy ház

#### ʻO
Az ʻo névelőt tulajdonnevek és névmások előtt használják.
Például:
- ʻO Tahiti – (Ez van) Tahiti
- ʻO rātou – (Ez van) ők

#### ʻE
Az ʻe az ʻo megfelelője és minden köznévnél ezt használják.
Például:
- ʻe ta'ata – (ez) egy személy
- ʻ e vahine – (ez) egy nő
- ʻe mau vahine – (sok) nő

## Szókincs

### Általános mondatok és szavak
| Tahiti                   | Magyar               |
| ------------------------ | -------------------- |
| ʻIa ora na               | Szia, üdvözöllek     |
| Haere mai, maeva, manava | Isten hozott         |
| parahi                   | viszlát              |
| nana                     | viszlát              |
| ʻE                       | Igen                 |
| ʻAita                    | Nem                  |
| mauruuru roa             | Köszönöm szépen      |
| mauruuru                 | köszi                |
| ʻE aha te huru?          | Hogy vagy?           |
| matai'i                  | hát, jól             |
| matai'i roa              | nagyon jól           |
| tane                     | férfi                |
| vahine                   | nő                   |
| fenua                    | föld                 |
| ra'i                     | ég                   |
| vai                      | víz                  |
| āuahi                    | tűz                  |
| ʻamu                     | eszik                |
| inu                      | iszik                |
| po                       | éjszaka              |
| mahana                   | nappal/nap (égitest) |
| moana                    | óceán, tenger        |